# 諾戈亞縣

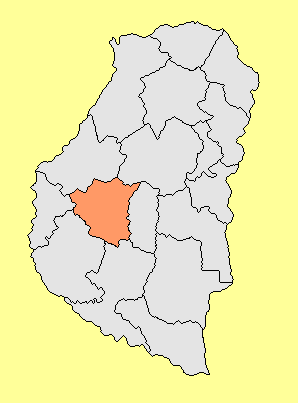

32°23′44″S 59°47′17″W / 32.39556°S 59.78806°W
諾戈亞縣（西班牙語：Departamento Nogoyá），是阿根廷的縣份，位於該國東北部恩特雷里奧斯省，首府設於諾戈亞，面積4,282平方公里，2010年人口39,026，人口密度每平方公里9.11人。